# Javier Navarro Rodríguez
Javier Navarro Rodríguez (ur. 27 października 1949 w Tala) – meksykański duchowny rzymskokatolicki, biskup diecezjalny Zamory od 2007.

## Życiorys
Święcenia kapłańskie otrzymał 23 grudnia 1978. Inkardynowany do archidiecezji Guadalajara, pracował jako wikariusz parafialny, był także wychowawcą w seminarium duchownym oraz sekretarzem pomocniczym meksykańskiej Konferencji Episkopatu.
15 kwietnia 1992 papież Jan Paweł II mianował go biskupem pomocniczym archidiecezji Guadalajara, ze stolicą tytularną Voncaria. Sakry biskupiej udzielił mu kard. Juan Jesús Posadas Ocampo.
20 stycznia 1999 został mianowany biskupem ordynariuszem diecezji San Juan de los Lagos. 3 maja 2007 otrzymał nominację na biskupa Zamory.
W latach 2012–2018 był wiceprzewodniczącym Konferencji Episkopatu Meksyku (Conferencia del Episcopado Mexicano).